# 迈纳勒
迈纳勒（法語：Maynal，法語發音：[mɛnal]）是法国汝拉省的一个市镇，位于该省西南部，属于隆斯勒索涅区。

## 地理
迈纳勒（46°33'35"N, 5°25'19"E）面积8.14 平方千米，位于法国勃艮第-弗朗什-孔泰大區汝拉省，该省份为法国东部内陆省份，北起上索恩省，西北接科多尔省，西临索恩-卢瓦尔省，南至安省，东与杜省和瑞士接壤。
与迈纳勒接壤的市镇（或旧市镇、城区）包括：布雷斯地区弗拉塞、欧雅、屈西亚、博福尔-奥尔巴尼亚。

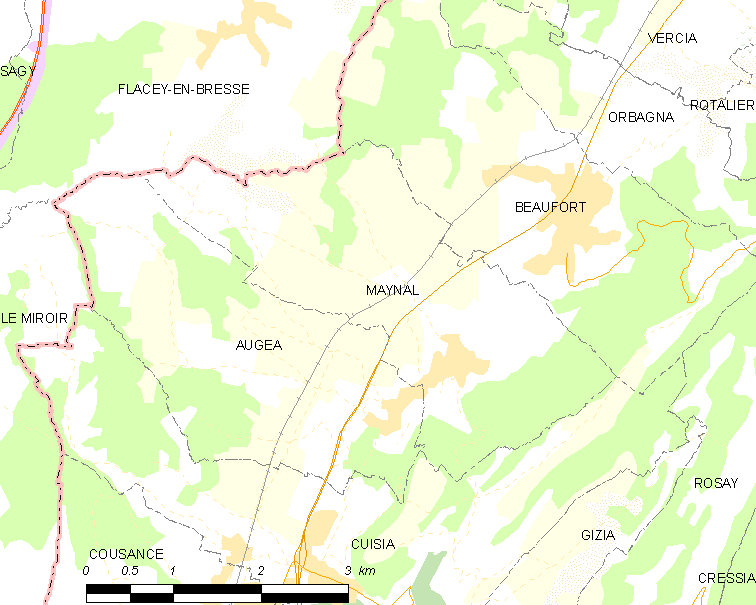
迈纳勒的OSM定位图

迈纳勒的时区为UTC+01:00、UTC+02:00（夏令时）。

## 行政
迈纳勒的邮政编码为39190，INSEE市镇编码为39320。

## 政治
迈纳勒所属的省级选区为圣阿穆尔县。

## 人口

1962-2008年间迈纳勒人口变化图示

迈纳勒于2022年1月1日时的人口数量为328人。